# Ernestina Albertina de Sajonia-Weimar
Ernestina Albertina de Sajonia-Weimar (en alemán, Ernestine Albertine von Sachsen-Weimar; Weimar, 28 de diciembre de 1722-Alverdissen, 25 de noviembre de 1769) fue la primera esposa y consorte del conde Felipe II de Lippe-Alverdissen.

## Biografía
La princesa Ernestina Albertina de Sajonia-Weimar nació en Weimar el 28 de diciembre de 1722, siendo hija del duque Ernesto Augusto I de Sajonia-Weimar y de la princesa Leonor Guillermina de Anhalt-Köthen.
El 6 de mayo de 1756 se casó con el conde Felipe II de Lippe-Alverdissen, convirtiéndose en condesa consorte de Lippe-Alverdissen. Tuvieron cuatro hijos:
- Clemente Augusto (1757-1757).
- Carlos Guillermo (1759-1780).
- Jorge Carlos (1760-1776).
- Federica Antonieta (1762-1777).

Ernestina Albertina murió el 25 de noviembre de 1769 en Alverdissen, siete años antes de que su marido sucediera a su primo, Federico Guillermo, como el conde de Schaumburg-Lippe.